# ゴウロ語
ゴウロ語（ゴウロご）はインド・ヨーロッパ語族インド・イラン語派ダルド語群コヒスタン諸語に属する言語である。ガバロ語とも呼ばれる。パキスタンのインダス・コヒスタン地方で話されている。